# Дженіфер Льюїс
Дженніфер Льюїс (англ. Jennifer A. Lewis; нар. 1964) — американська матеріалознавиця і фахівчиня з біоінженерії, робототехніки та 3D-друку. Член Національних Академії наук (2018) та Інженерної академії (2017) США, доктор наук (Sc.D.; 1991), професорка Гарвардського університету (з 2013), перед цим з 1990 року викладачка в Іллінойському університеті Урбане-Шампейні.

## Біографія
Дженніфер Льюїс закінчила на відмінно Іллінойський університет в Урбані-Шампейні (бакалавр керамічної інженерії, 1986). Потім у 1991 році здобула ступінь доктора наук (Sc.D.) з кераміки в Массачусетському технологічному інституті (науковий керівник Michael Cima). З 1990 по 1997 рік асистент-професор Іллінойського університету в Урбані-Шампейні і дослідницький професор-дослідник Beckman Institute for Advanced Science and Technology. У 1996 році запрошена вчена у Кембридж (Англія), у 1997 році запрошена професорка у Каліфорнійський університет у Санта-Барбарі. З 1997 по 2002 рік асоційована професорка, з 2003 по 2012 повна професорка Іллінойського університету в Урбані-Шампейні та з 2007 по 2012 рік директорка його лабораторії матеріалознавства імені Фредеріка Зейтца. З 2013 року іменна професорка Гарвардського університету (з 2018 року іменна професорка Jianming Yu Professor of Arts and Sciences, серед перших таких). Засновниця двох компаній, Electroninks Incorporated (2013) і Voxel8 (2014).
Членкиня Національної академії винахідників США (2017) та Американської академії мистецтв і наук (2012), членкиня Американського керамічного товариства (2005), Американського фізичного товариства (2007), World Academy of Ceramics (2014), Materials Research Society (2011), American Institute for Medical and Biological Engineering (2018).
Авторка понад 150 робіт та 30 патентів.

## Нагороди та відзнаки
- Brunauer Award, Американське керамічне товариство (2003)[29]
- Langmuir Lecture Award, Американське хімічне товариство (2009)[30]
- Materials Research Society[en] Medal (2012)[31]
- FP Top 100 Global Thinkers (2014)[32]
- Fast Company[en] 's 100 Most Creative People (2015)[26]
- Sosman Award, Американське керамічне товариство (2016)
- Лекторка імені Читема (Cheetham Lecturer) Каліфорнійського університету в Санта-Барбарі (2017)[33]
- Lush Science Prize (2017)[34]